# Wandzin (Chyżowice)
Wandzin – kolonia wsi Chyżowice w Polsce położona w województwie lubelskim, w powiecie hrubieszowskim, w gminie Uchanie.
W latach 1975–1998 kolonia administracyjnie należała do województwa zamojskiego.